# Península de Mornington

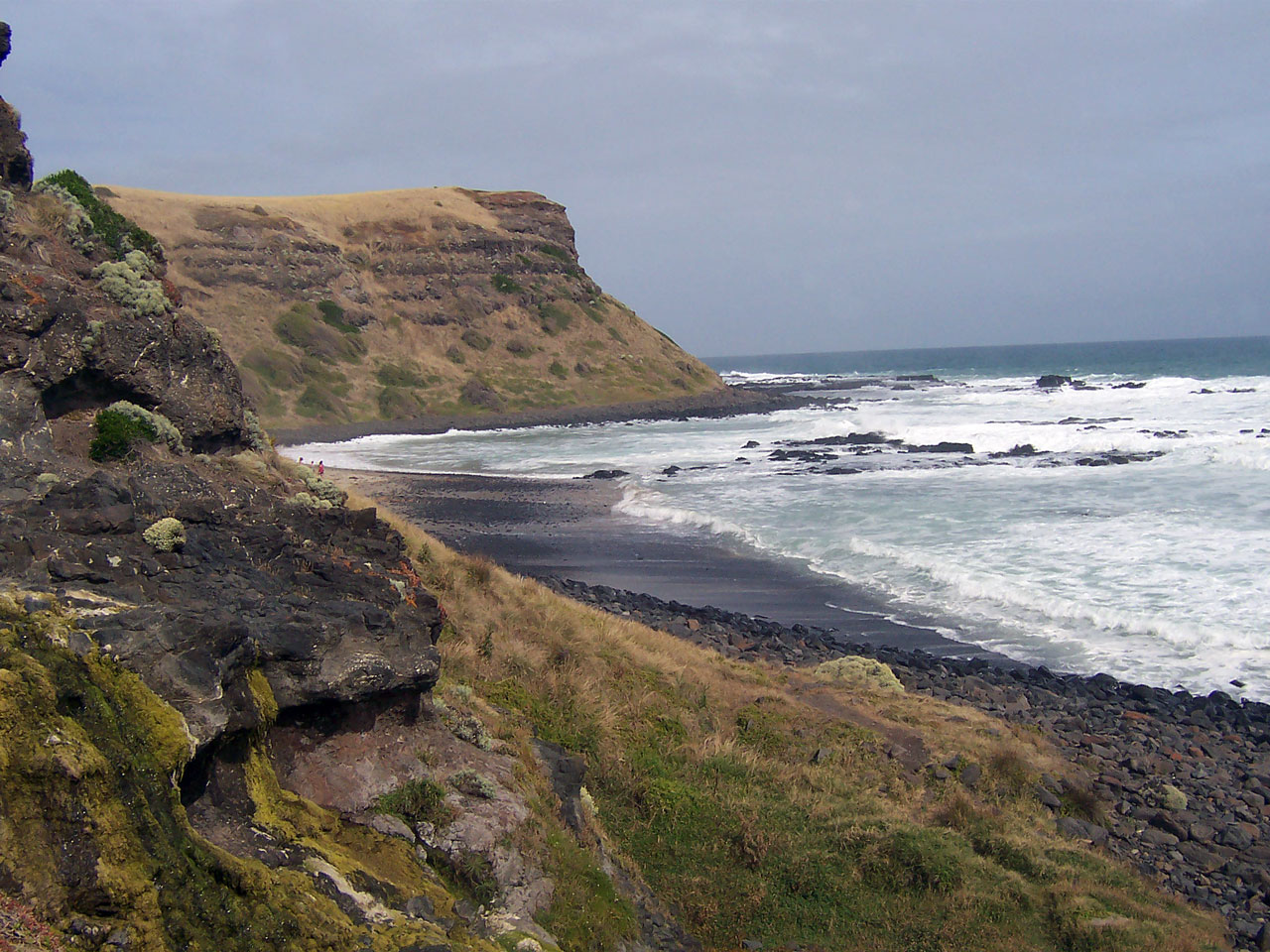
Playa en la península de Mornington.

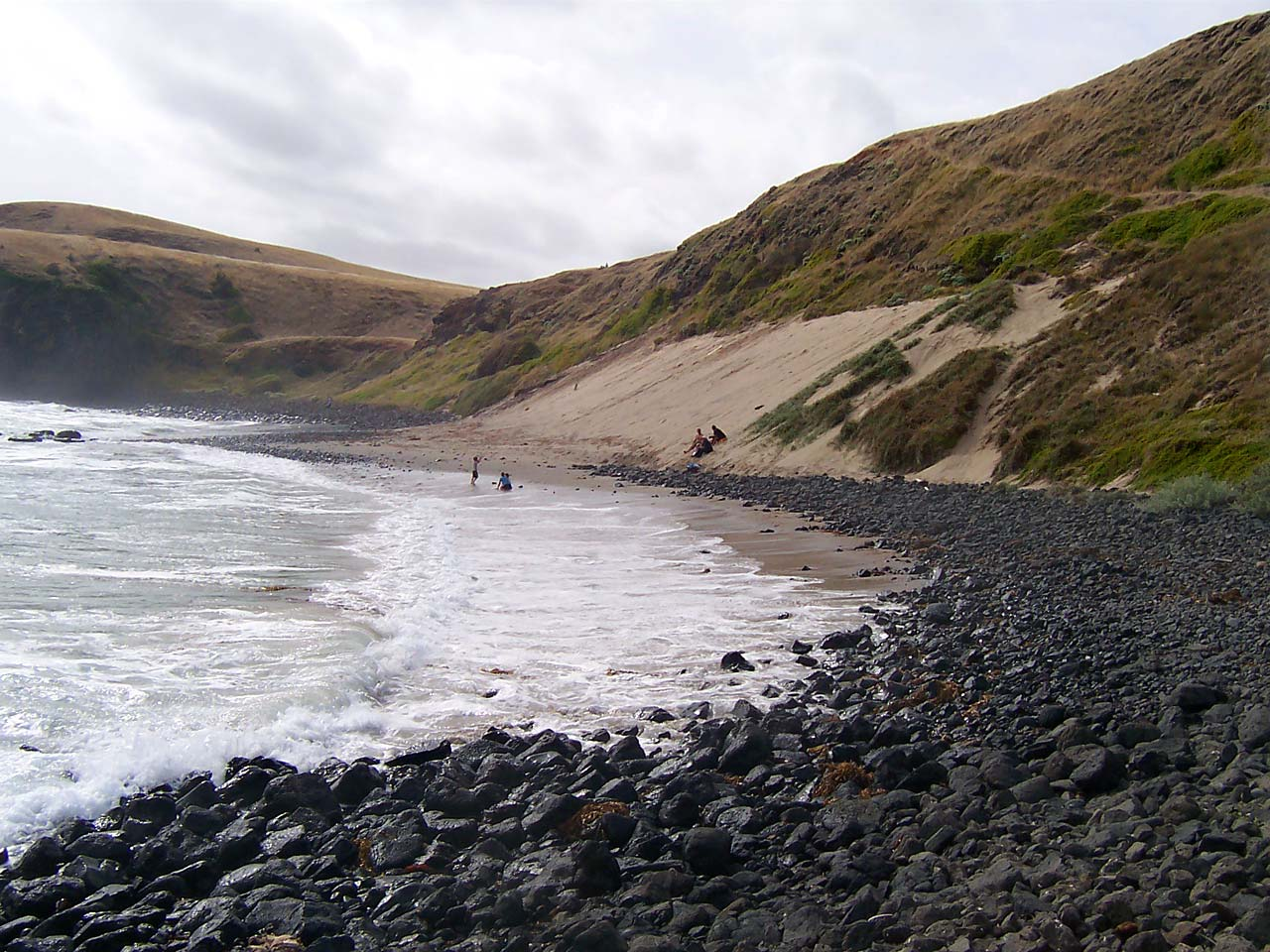
Playa en la península de Mornington.

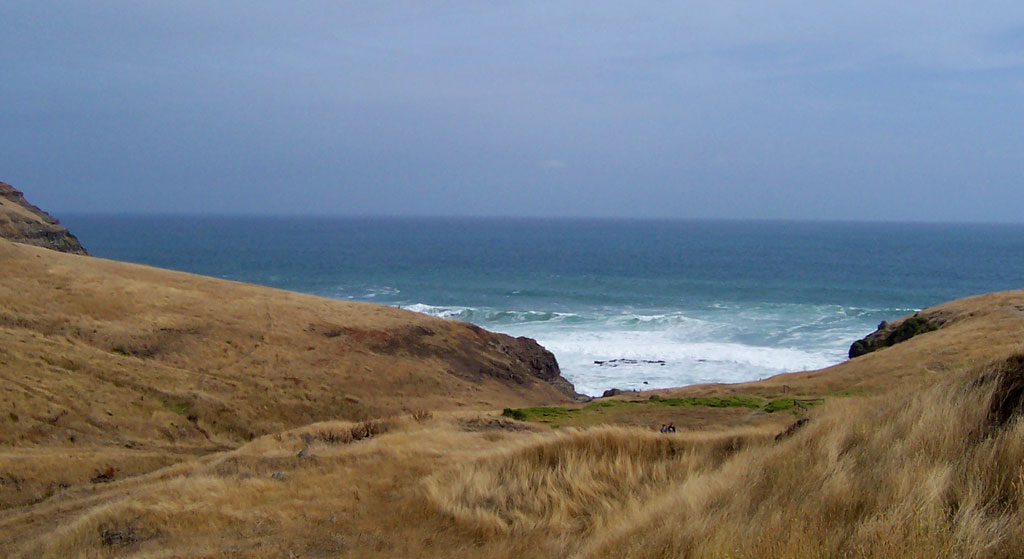
Playa en la península de Mornington.

La península de Mornington (del inglés: Mornington Peninsula) es una península ubicada al sudeste de Melbourne en Victoria, Australia, rodeada por la bahía de Port Phillip, la bahía Western Port y el estrecho de Bass.
Es una región turística con gran variedad de playas (tanto cerradas como de mar abierto) y complejos turísticos. La mayoría de esta zona actualmente es considerada parte de la zona de influencia de Melbourne.
Al igual que en toda Australia, se han sembrado recientemente grandes cantidades de uvas para vino, y son muy apreciados los Pinot noir que se adapta bien por ser una variedad de clima frío.